# Antonio Felicité
Antonio Felicité (25 de julio de 1974) es un deportista mauriciano que compitió en judo. Ganó una medalla de bronce en los Juegos Panafricanos de 1999, y cuatro medallas de bronce en el Campeonato Africano de Judo entre los años 1996 y 2000.

## Palmarés internacional
| Juegos Panafricanos | Juegos Panafricanos       | Juegos Panafricanos | Juegos Panafricanos |
| Año                 | Lugar                     | Medalla             | Categoría           |
| ------------------- | ------------------------- | ------------------- | ------------------- |
| 1999                | Johannesburgo (Sudáfrica) | Medalla de bronce   | –100 kg             |
| Campeonato Africano |                           |                     |                     |
| Año                 | Lugar                     | Medalla             | Categoría           |
| 1996                | Sudáfrica (Sudáfrica)     | Medalla de bronce   | –95 kg              |
| 1997                | Casablanca (Marruecos)    | Medalla de bronce   | –95 kg              |
| 1998                | Dakar (Senegal)           | Medalla de bronce   | –100 kg             |
| 2000                | Argel (Argelia)           | Medalla de bronce   | –100 kg             |